# Little Voice (serie televisiva)
Little Voice è una serie televisiva commedia-drammatica romantica statunitense prodotta dalla Apple TV+ e pubblicata il 10 luglio 2020.

## Episodi
| Stagione       | Episodi | Pubblicazione USA | Pubblicazione Italia |
| -------------- | ------- | ----------------- | -------------------- |
| Prima stagione | 9       | 2020              | 2020                 |

## Personaggi e interpreti

### Principali
- Bess Alice King, interpretata da Brittany O'Grady, doppiata da Margherita De Risi.
- Ethan, interpretato da Sean Teale, doppiato da Luca Mannocci.
- Samuel, interpretato da Colton Ryan, doppiato da Alex Polidori.
- Prisha, interpretata da Shalini Bathina, doppiata da Mattea Serpelloni.
- Louie King, interpretato da Kevin Valdez, doppiato da Alessandro Campaiola.
- Benny, interpretato da Phillip Johnson Richardson, doppiato da Francesco Fabbri.

### Ricorrenti
- Percy King, interpretato da Chuck Cooper, doppiato da Roberto Fidecaro.
- Ananya, interpretata da Nadia Mohebban, doppiata da Irene Trotta.
- Phil, interpretato da Sam Lazarus, doppiato da Gabriele Patriarca.
- Zack, interpretato da Mark Blane, doppiato da Alessio Nissolino.
- Ted, interpretato da Andrew Duff, doppiato da Sacha Pilara.
- Al, interpretato da Ned Eisenberg, doppiato da Fabrizio Pucci.
- Anil, interpretato da Samrat Chakrabarti, doppiato da Luigi Ferraro.
- Sundeep, interpretato da Gopal Divan, doppiato da Alessio Buccolini.
- Vilina, interpretata da Sakina Jaffrey, doppiata da Doriana Chierici.
- Jeremy, interpretato da Luke Kirby, doppiato da Fabrizio Dolce.
- Elaine, interpretata da Becky Ann Baker, doppiata da Mirta Pepe.

## Produzione
Il 6 giugno 2018, fu annunciato che Apple aveva dato alla produzione un ordine per la produzione di serie di una prima stagione composta da dieci episodi. L'episodio pilota fu scritto e diretto da Jessie Nelson, che produrrà anche la produzione esecutiva insieme a Sara Bareilles, J.J. Abrams e Ben Stephenson. Insieme a Nelson, altri registi della serie comprendono, Cherien Dabis, Bart Freundlich, Christopher Storer ed Emma Westenberg. Nelson dovrebbe anche fungere da showrunner della serie e Bareilles dovrebbe scrivere le canzoni originali. Anche la Warner Bros. Produzioni televisive e la Bad Robot sono coinvolte nella produzione della serie.

### Casting
Nell'ottobre 2019, è stato annunciato che Brittany O'Grady, Shalini Bathina, Sean Teale e Colton Ryan si erano uniti al cast della serie come membri principali, così come Samrat Chakrabarti, Gopal Divan, Sakina Jaffrey ed Emma Hong e il 21 maggio 2020 è Kevin Valdez, Phillip Johnson Richardson e Chuck Cooper.

## Distribuzione
Il 21 maggio 2020, è stato annunciato che la serie è stata presentata in anteprima il 10 luglio 2020. Il 12 giugno 2020 è stato rilasciato il trailer ufficiale della serie.

### Edizione italiana
La direzione del doppiaggio è di Metello Mori e i dialoghi italiani sono curati da Daniela Papa per conto della Dubbing Brothers Int. Italia che si è occupata anche della sonorizzazione.

## Accoglienza
Su Metacritic la serie ha ottenuto un punteggio di 60 su 100, sulla base delle recensioni di 18 critici, che indicano "recensioni miste o medie".
Carolyn Siede di The A.V. Club ha assegnato alla prima stagione il voto B- per alcune esibizioni buone ed esaltanti, ma anche per una performance di Brittany O'Grady piuttosto alternante e per le trame eccessive.